# Włodzimierz Matuszak
Włodzimierz Matuszak (ur. 25 lutego 1947 w Międzychodzie) – polski aktor.

## Życiorys
Jest absolwentem technikum ekonomiczno-spożywczego. Po maturze podjął studia na Wydziale Aktorskim PWST w Warszawie. Z uczelni został wydalony za udział w protestach studenckich w marcu 1968. Po usunięciu z uczelni kontynuował studia na Wydziale Aktorskim PWSFTViT w Łodzi, które ukończył w 1976. W czasie pracy aktorskiej występował w wielu polskich teatrach, m.in. w: Łodzi, Lublinie, Gnieźnie, Gorzowie Wielkopolskim, Toruniu, Olsztynie, Koszalinie, Szczecinie i Tarnowie.
Telewidzom najbardziej znany jest z roli ks. proboszcza Antoniego Wójtowicza w serialu Plebania. Uczestniczył w telewizyjnych programach rozrywkowych: Jak oni śpiewają (2007) i Celebrity Splash! (2015).

### Życie prywatne
Jest ojcem ilustratorki książkowej i autorki komiksów Dagmary Matuszak. Jego pierwsze małżeństwo zakończyło się rozwodem. Obecnie jest związany z aktorką Karoliną Nolbrzak, którą poznał podczas nagrywania serialu Plebania.

## Teatr
- Teatr im. Aleksandra Fredry w Gnieźnie (1973–1974)
- Teatr im. Wilama Horzycy w Toruniu (1977)
- Teatr im. Stefana Jaracza w Olsztynie (1977–1978)
- Teatr im. Ludwika Solskiego w Tarnowie (1978)
- Teatr Bałtycki w Koszalinie (1979–1981)
- Teatr Polski w Szczecinie (1982–1985)
- Teatr im. Juliusza Osterwy w Lublinie (1986)
- Teatr Polski w Bydgoszczy (1998–1999)

## Filmografia

### Filmy i seriale
- Krótkie życie (1976) jako Jeleń
- Mgła (1976) jako Kopeć
- Aktorzy prowincjonalni (1978) jako Marek
- Smak wody (1980) jako Matuszczak, zięć wczasowicza
- W cieniu nienawiści (1985) jako oficer
- Plebania (2000–2012) jako proboszcz Antoni Wójtowicz
- Marszałek Piłsudski (2001) jako uczestnik posiedzenia
- Chopin. Pragnienie miłości (2002)
- Pitbull (2005) jako komendant stołeczny policji
- Pitbull (2005–2007) jako komendant stołeczny policji
- Pensjonat pod Różą (2005) jako Rafał
- Twarzą w twarz (2007) jako Kasprzyk
- Teraz albo nigdy! (2008) jako Stefan Lesiak
- Na dobre i na złe (2009) jako Adam
- M jak miłość (2013) jako Stanisław
- Czas honoru (2013) jako sędzia wojskowy
- Blondynka (2014) jako lekarz (odc. 28)
- Heimat ist kein Ort (2015) jako Jurek
- Git (2015) jako Kuba
- Pierwsza miłość (2004–2018, 2022) jako ksiądz proboszcz
- Barwy szczęścia (2015–2016) jako Leon Małkowski
- Nieprzygotowani: The Movie (2017) jako pan szef
- Gotowi na wszystko. Exterminator (2017) jako ojciec Marcysia

### Dubbing
- Cafe Myszka (2001) jako Geppetto (odc. 33)
- Pajęczyna Charlotty (2006) jako doktor Dorian
- Artur i Minimki (2006) jako Archibald
- Koń wodny: Legenda głębin (2008) jako Stary Angus
- Artur i zemsta Maltazara (2009) jako Archibald
- Artur i Minimki 3. Dwa światy (2010) jako Archibald
- Wiedźmin 2: Zabójcy królów (2011) jako Shilard Fitz-Oesterlen
- Diablo III: Reaper of Souls (2012) jako Malthael
- Twój Vincent (2017) jako „Ojciec” Tanguy